# アダムズ郡区 (アイオワ州ワペロ郡)
アダムズ郡区 (Adams Township)は、アメリカ合衆国アイオワ州ワペロ郡にある郡区である。

## 歴史
アダムズ郡区は、1844 年に組織された。開拓者であった判事ジェームズ F. アダムズにちなんで名付けられた。